# Сурменевский
Сурменевский — посёлок в Верхнеуральском районе Челябинской области России. Административный центр Сурменевского сельского поселения.

## География
Через посёлок протекает река Красный Курасан. Расстояние до районного центра города Верхнеуральска 47 км.

## Население
| 2002 | 2010 |
| ---- | ---- |
| 691  | ↘525 |

По данным Всероссийской переписи, в 2010 году численность населения посёлка составляла 525 человек (257 мужчин и 268 женщин).

## Улицы
Уличная сеть посёлка состоит из 6 улиц.